# 2012年7月中國大陸

## 7月26日
- 薄谷开来、张晓军故意杀人案提起公诉。薄谷开来、张晓军涉嫌故意杀人一案,近日已由安徽省合肥市人民检察院依法向合肥市中级人民法院提起公诉。[1]

## 7月22日
- 面对俄罗斯炮击中国渔船，并撞击渔船，造成一名中国船员失踪事件。外交部的表态是：是孤立事件，望民众冷静。并说要避免影响两国友好关系的大局。[2]

## 7月21日
- 北京突降特大暴雨，雨量为近61年来最大，造成79人遇难。一些双层公交车，第一层完全被淹没，志愿者们游到车旁，通过绳索协助乘客逃生[3]。具体内容可参考“2012年7·21北京特大暴雨”。

## 7月13日
- 河南中牟拍卖43辆超编公车，总价为39.11万元，车型为昌河等面包车共26辆，桑塔纳等轿车15辆，尼桑皮卡等小货车2辆。网友称：“太便宜！”[4][5]

## 7月11日
- 重庆世界小姐被指不够美，有评委说：“在评选最终三强的时候受到了一些压力，所以这个三强的结果并不是我们评委评出来的。”[6]

## 7月9日
- 央视新闻频道报道时，国家博物馆意大利文艺复兴名家名作展中的米开朗基罗著名雕像大卫－阿波罗生殖器部位被打上马赛克。[7]

## 7月8日
- 广电总局：应网民的强烈要求，网剧、微电影等一律中央政府先审查，网站才准播。2008年广电总局已将新建视频网站。[8][9][10]
- 甘肃省当局叫停“卖馒头需行政审批”政策。[11]
- 珠江支流柳州河发现食人鱼踪迹，并咬伤两人。该物种的入侵将给中国生态平衡带了严重危机，损失将不可估量。[12]
- 个别网友因网文中对天津蓟县火灾死亡人数的估计数字比政府公布数字高,警方声称这是制造谣言，对相关人员进行了处理。[13]

## 7月2日
- 新疆和田暴力劫机细节曝光，维汉警民联手制服持有铁器和爆燃物的暴徒，避免了类似于九一一袭击事件的惨剧。[14]
- 针对什邡市民爆发反对钼铜项目群体事件，什邡公安局通告严禁非法集会示威。（背景：从《中华人民共和国集会游行示威法》公布至今，中国尚未批准过一例超15人的游行或示威活动。）[15]
- 什邡反对钼铜项目群体事件中有27人被以“行政拘留”形式带走，目前有21人被释放，另外6人情况不明。[16]